# Pedro Millet
Pedro Lluís Millet Soler (Barcelona, 27 de mayo de 1952) es un deportista español que compitió en vela en la clase 470. Participó en los Juegos Olímpicos de Montreal 1976, obteniendo una medalla de plata en la clase 470 (junto con Antonio Gorostegui).

## Palmarés internacional
| Juegos Olímpicos | Juegos Olímpicos  | Juegos Olímpicos | Juegos Olímpicos |
| Año              | Lugar             | Medalla          | Clase            |
| ---------------- | ----------------- | ---------------- | ---------------- |
| 1976             | Montreal (Canadá) | Medalla de plata | 470              |